# Phường 8, thành phố Sóc Trăng
Phường 8 là một phường thuộc thành phố Sóc Trăng, tỉnh Sóc Trăng, Việt Nam.

## Địa lý
Phường 8 nằm ở phía đông thành phố Sóc Trăng, có vị trí địa lý:
- Phía đông giáp huyện Long Phú
- Phía tây giáp Phường 6
- Phía nam giáp Phường 1 và Phường 4
- Phía bắc giáp Phường 5.

Phường 8 có diện tích 10,11 km², dân số năm 2022 là 15.898 người, mật độ dân số đạt 1.572 người/km².

## Hành chính
Phường 8 được chia thành 7 khóm: 1, 2, 3, 4, 5, 6, 7.

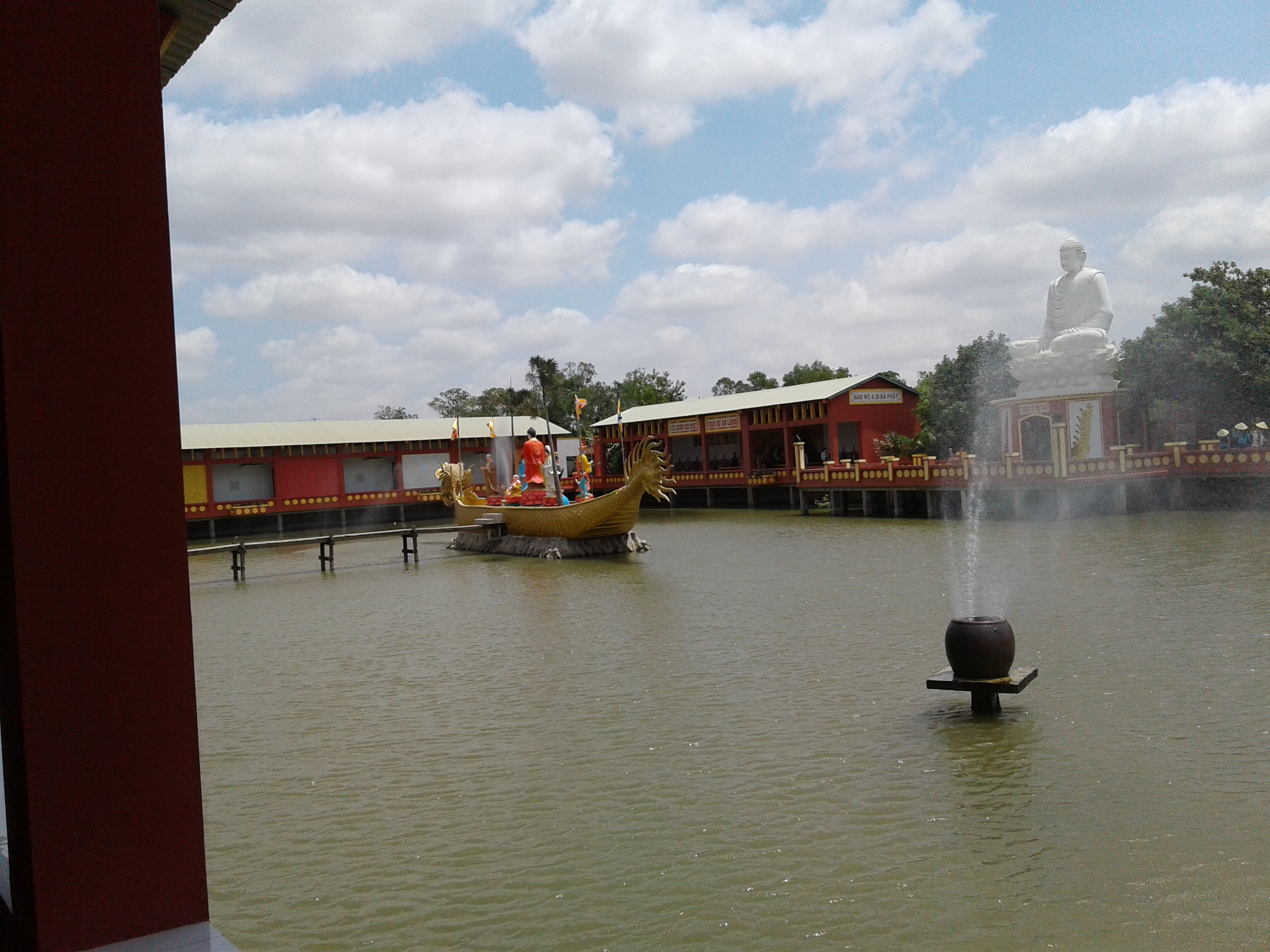
Chùa Phật học 2

## Lịch sử
Ngày 30 tháng 10 năm 1995, Chính phủ ban hành Nghị định số 70-CP về việc thành lập Phường 8 trên cơ sở 644,83 ha diện tích tự nhiên và 10.198 nhân khẩu thuộc các khóm 1, 2, 3, 4, 10 của Phường 5; 256,6 ha diện tích tự nhiên và 1.788 nhân khẩu của xã Tân Thạnh thuộc huyện Long Phú.
Phường 8 có diện tích tự nhiên là 901,43 ha và 11.986 nhân khẩu.
Ngày 8 tháng 2 năm 2007, Chính phủ ban hành Nghị định số 22/2007/NĐ-CP về việc thành lập thành phố Sóc Trăng thuộc tỉnh Sóc Trăng. Phường 8 trực thuộc thành phố Sóc Trăng.